# Dupuș, Sibiu
Dupuș, mai demult Dupușdorf, Dupăsdorf, Dupușul (în dialectul săsesc Toppesterf, în germană Tobsdorf, Tobesdorf, Toppesdorf, Tobiasdorf, Toblasdorf, Dupesdorf, Toblasdorf, în maghiară Táblás, Tóbiás, Tabiás) este un sat în comuna Ațel din județul Sibiu, Transilvania, România. Se află în partea de nord a județului, în Podișul Târnavelor.

## Lăcașuri de cult
În localitate există o biserică fortificată.

## Galerie de imagini

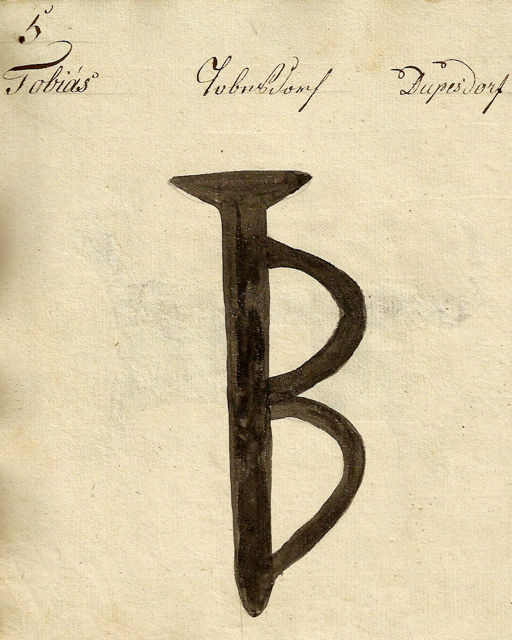
1826 - Danga pentru vitele din Dupuş
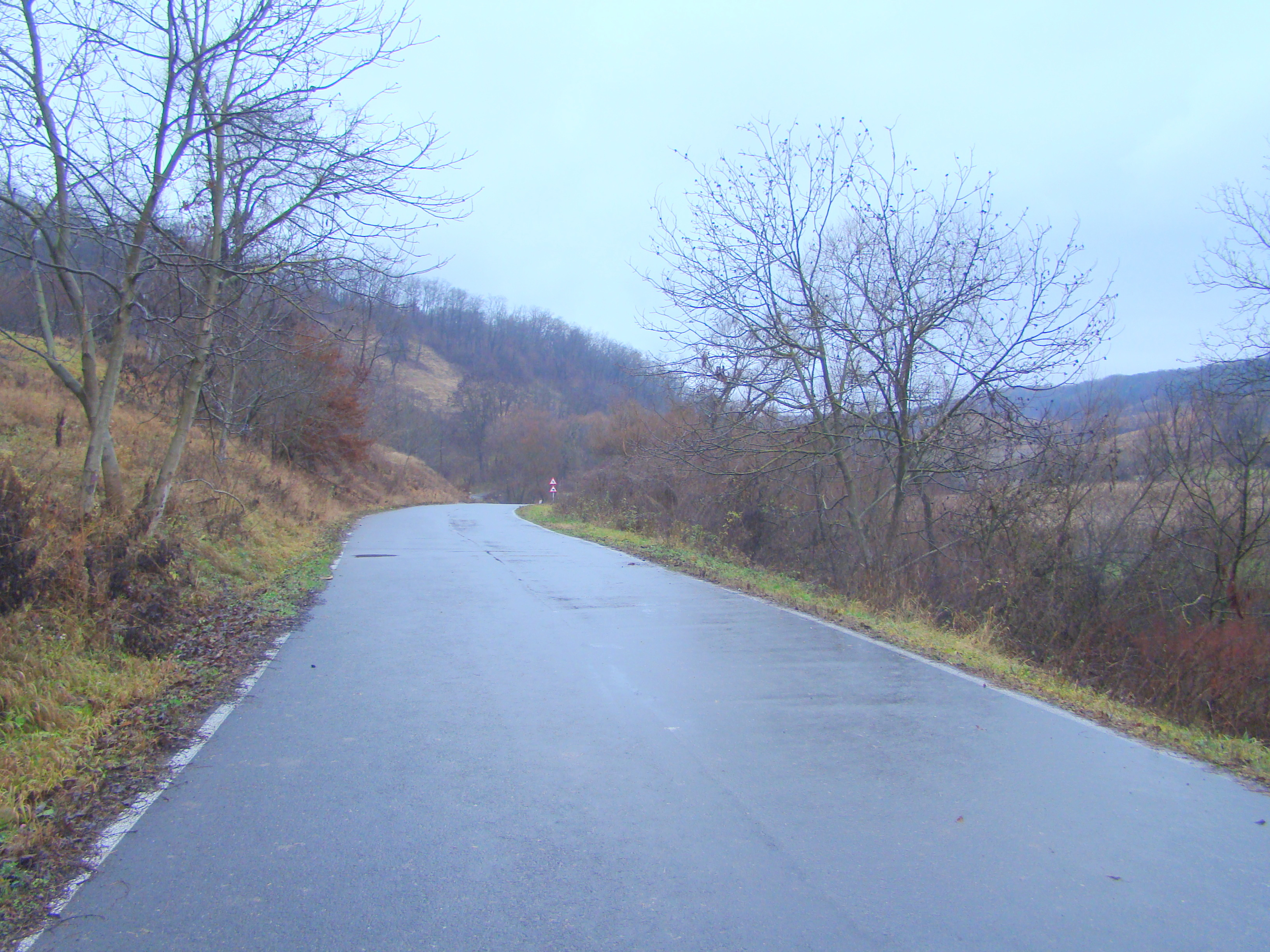
Drumul spre Dupuș
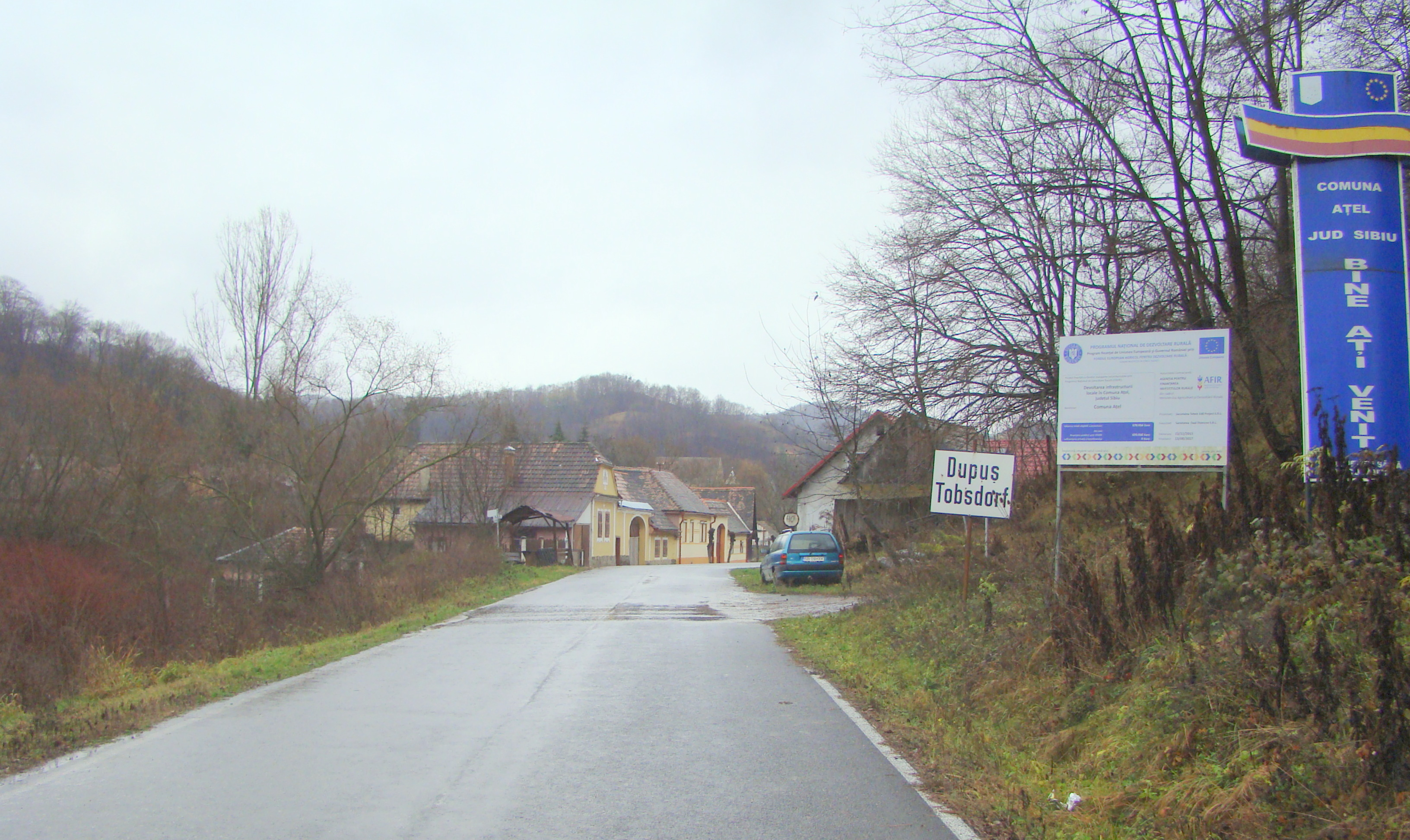
Intrarea în localitate
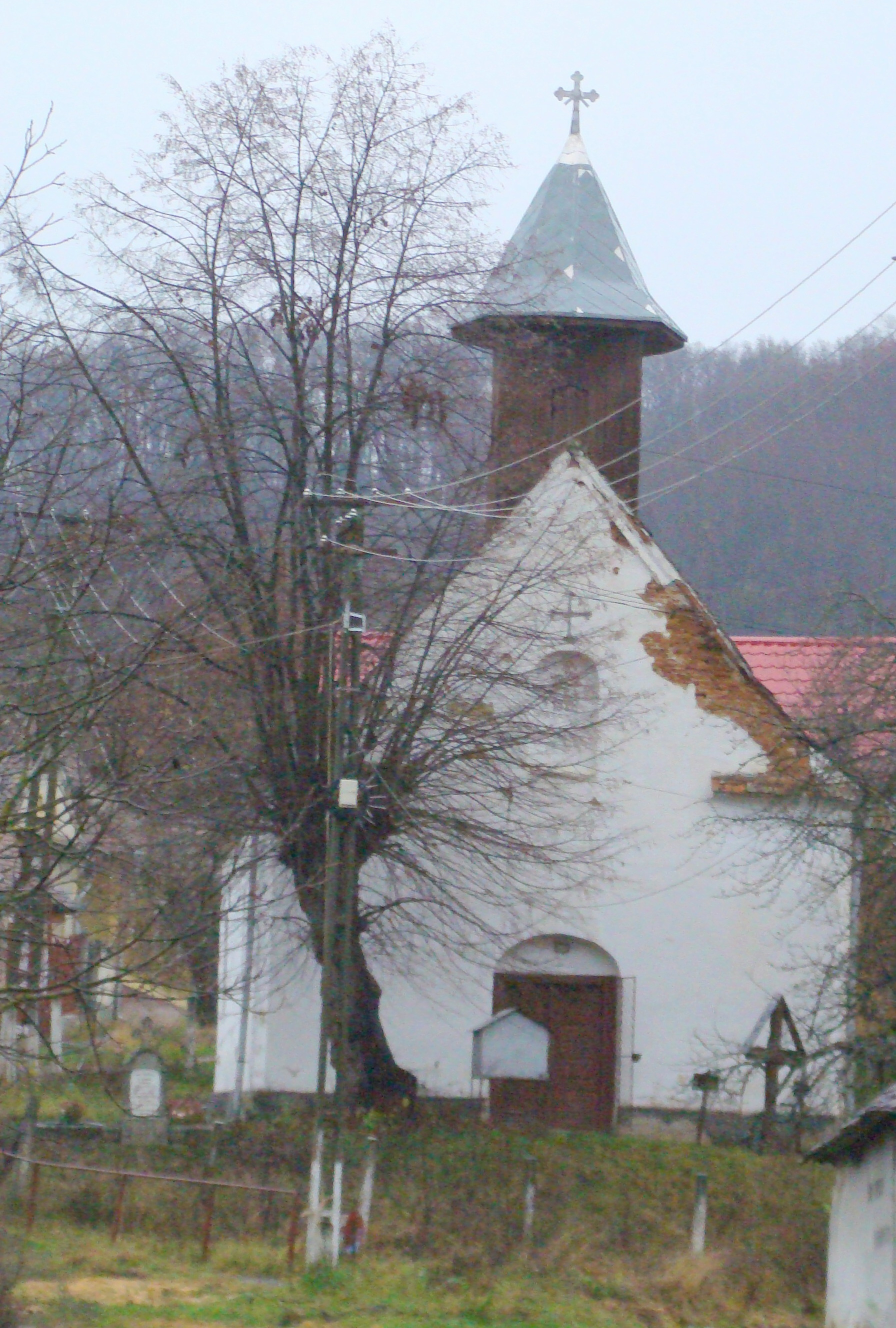
Biserica ortodoxă „Schimbarea la Față”
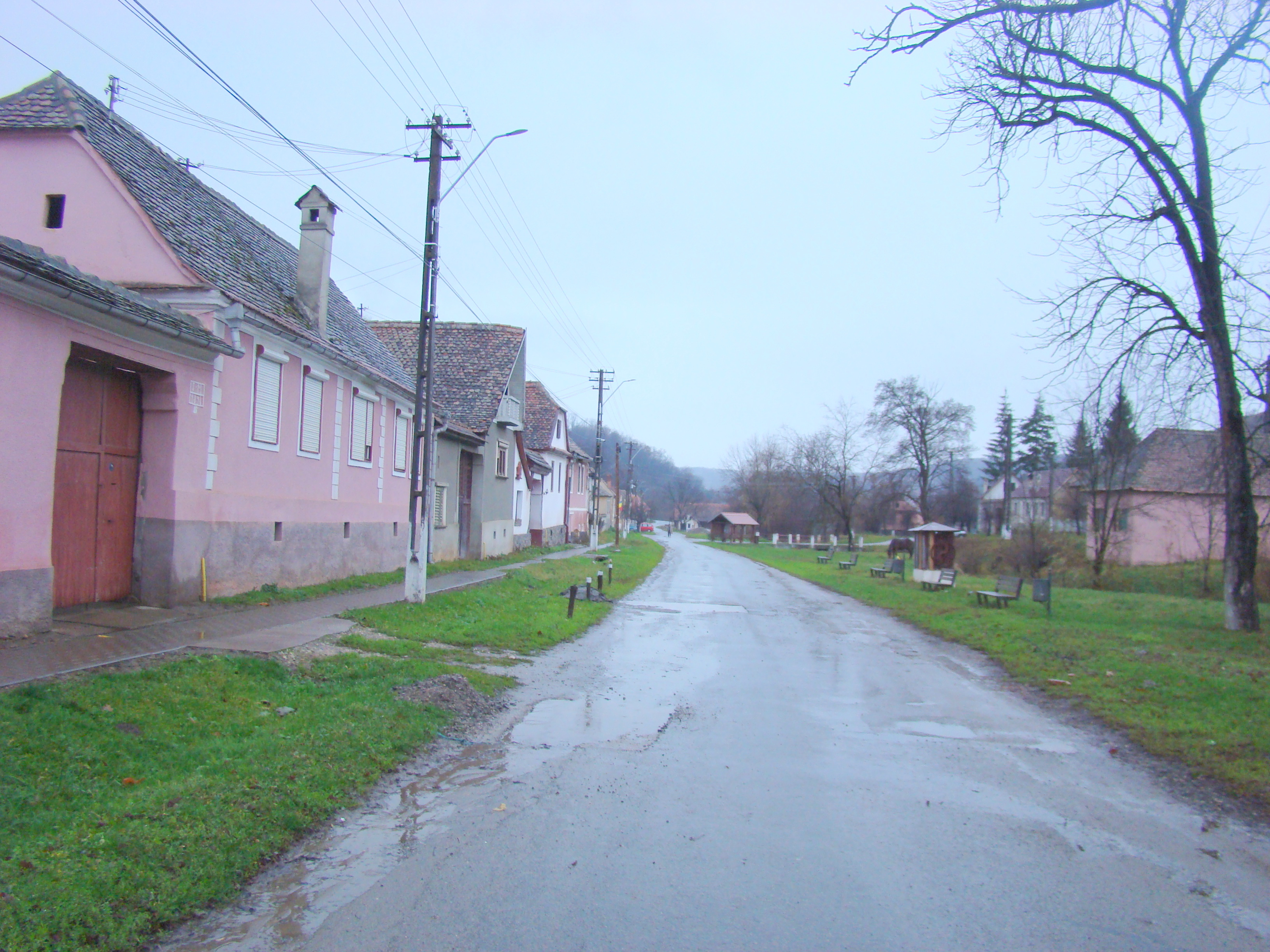
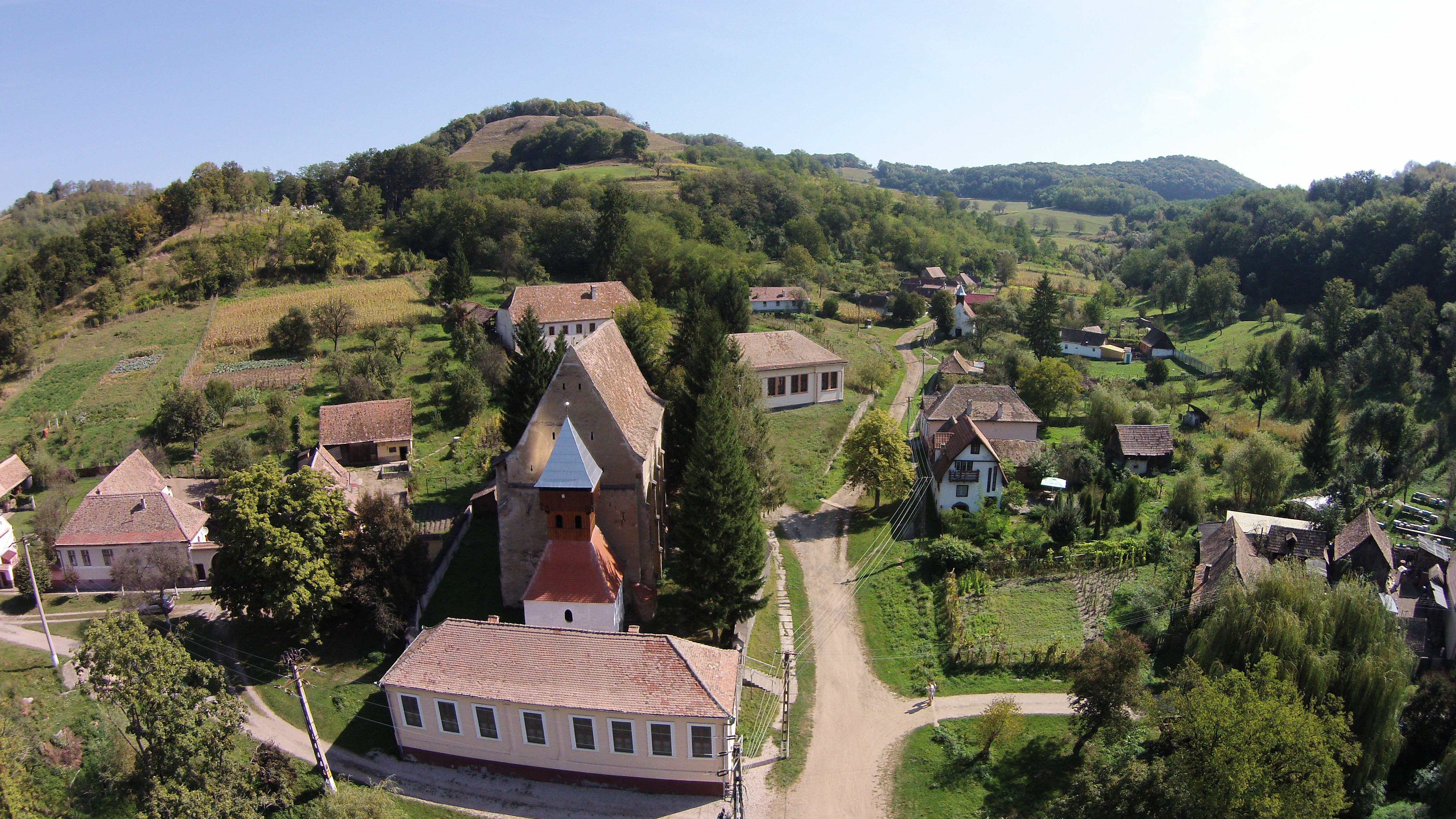
Ansamblul bisericii evanghelice fortificate
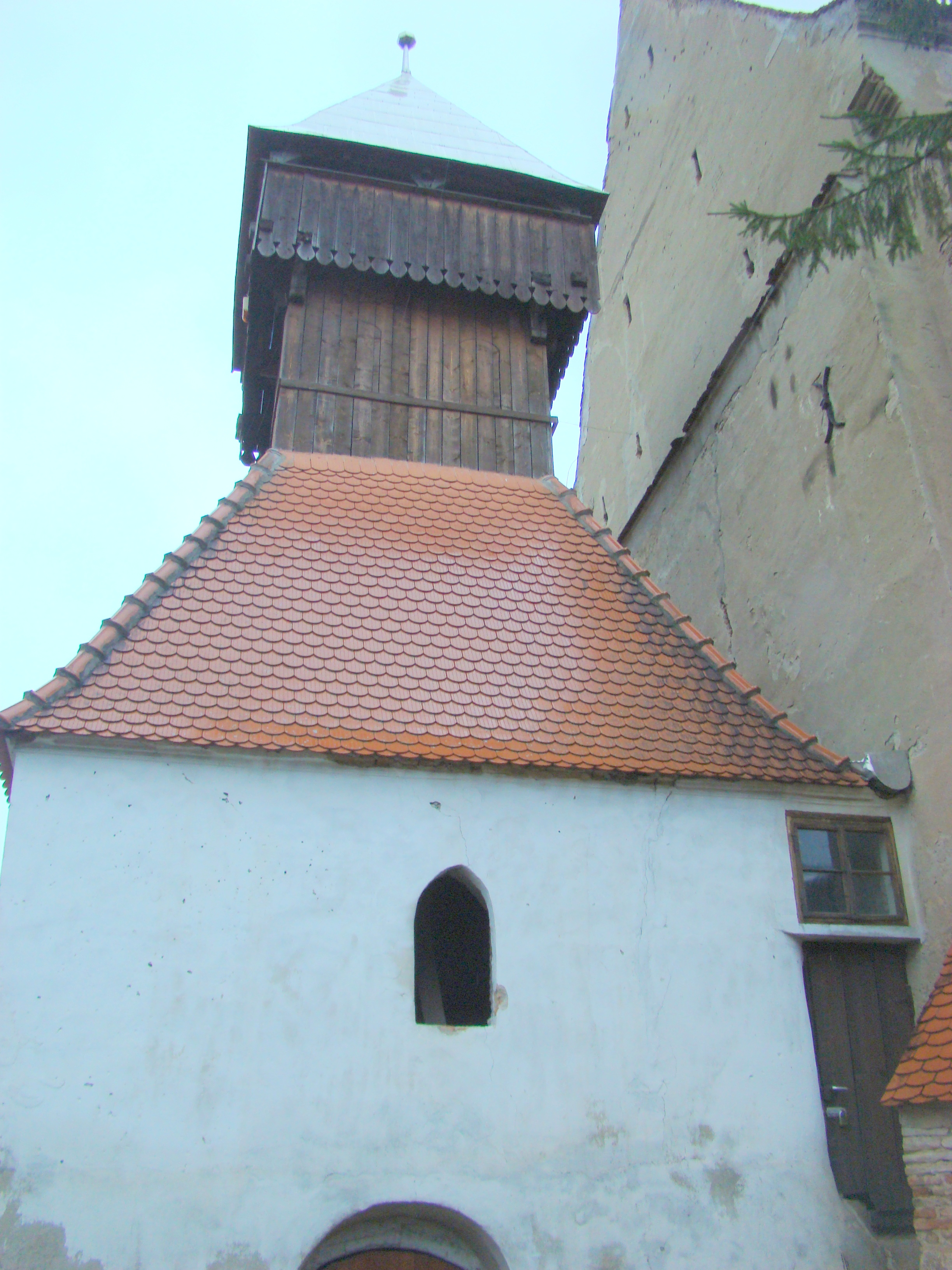
Clopotnița aflată la vest de biserică
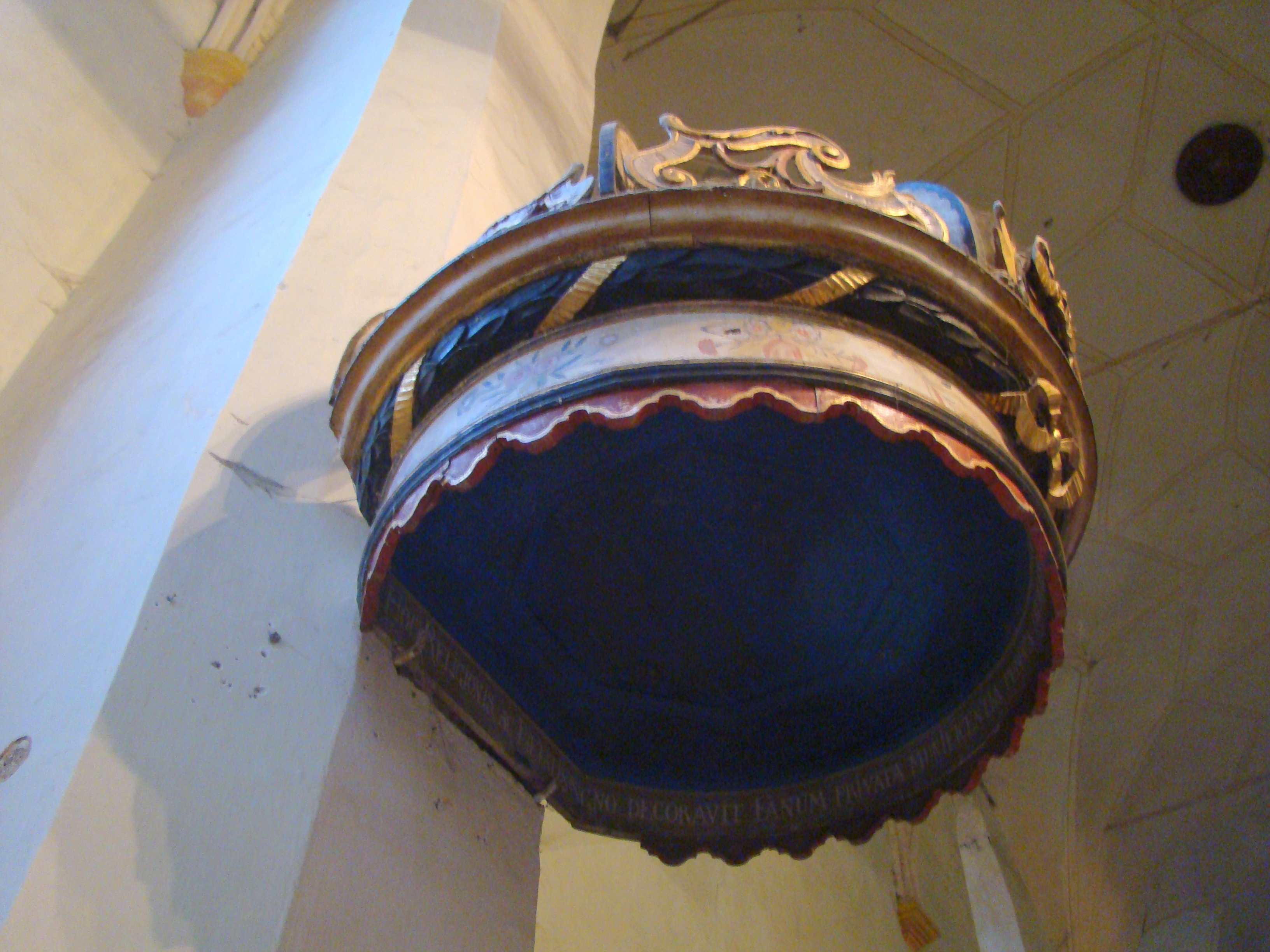
Coronamentul amvonului
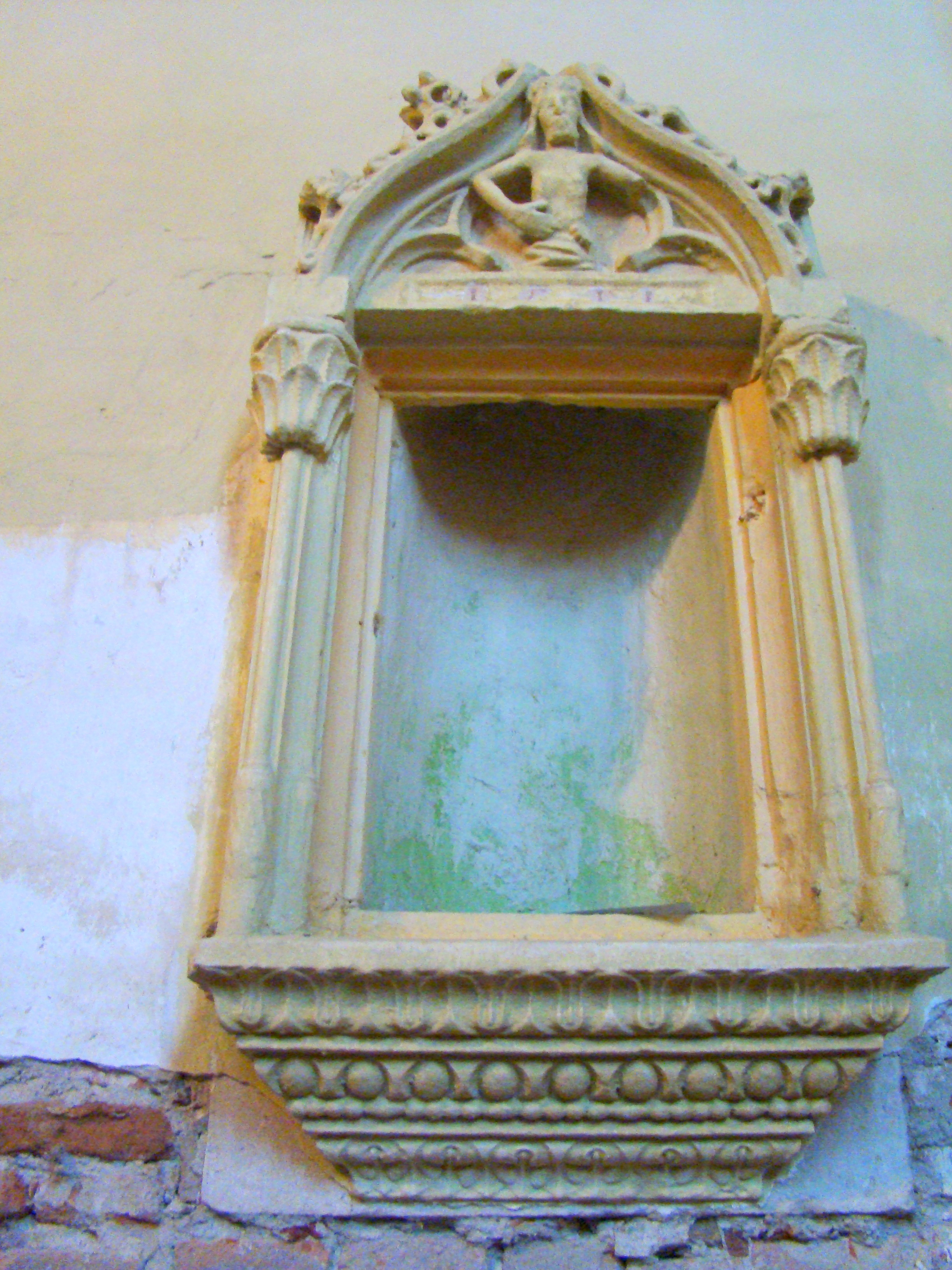
Tabernacolul nișă de la 1500
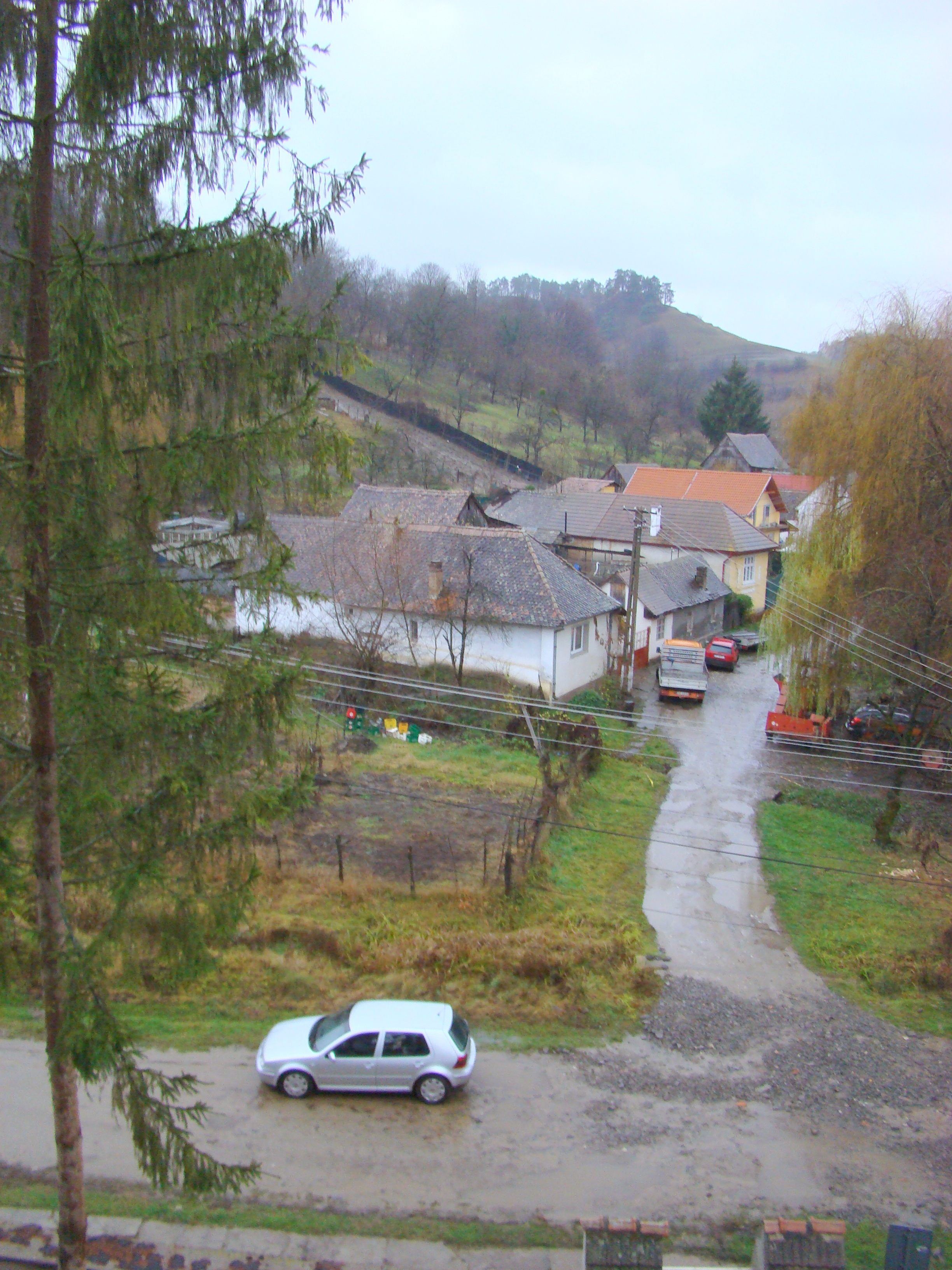